# Junonia iona
Junonia iona är en fjärilsart som beskrevs av Smith 1894. Junonia iona ingår i släktet Junonia och familjen praktfjärilar. Inga underarter finns listade i Catalogue of Life.